# Wyłczedrym
Wyłczedrym (bułg. Вълчедръм) – miasto w Bułgarii, w obwodzie Montana, siedziba gminy Wyłczedrym. Według danych szacunkowych Ujednoliconego Systemu Ewidencji Ludności oraz Usług Administracyjnych dla Ludności, 15 września 2023 roku miejscowość liczyła 3121 mieszkańców.
Wyłczedrym położony jest w zachodniej części Niziny Naddunajskiej, nad rzeką Cibrica, w odległości 45 km od Montany i 20 km od Łomu.